# ظفر جولييف
ظفر جولييف (بالروسية: Гулиев, Зафар Сафар оглы)‏ هو مصارع رياضي روسي، ولد في 17 يونيو 1972 في لنكران في أذربيجان.

## وصلات خارجية
- ظفر جولييف على موقع قاعدة بيانات المصارعة الدولية (الإنجليزية)
- ظفر جولييف على موقع أوليمبيديا (الإنجليزية)